# 佐竹義胤
佐竹 義胤（さたけ よしたね、安貞元年（1227年） - 弘安元年4月22日（1278年5月15日））は、鎌倉時代の武将で、常陸佐竹氏6代当主。5代当主佐竹長義の長男。母は宍戸家周の娘。讃岐守・常陸介。

## 略歴
常陸の他、今のいわき市付近を支配していた。義胤は建治2年（1276年）に稲荷山松吟寺（しょうぎんじ。今の常陸大宮市）を建立したとされる。

## 子孫
家督は長男の行義が継いだ。次男（四男とも）の三郎宗義（義綱）は地元の豪族で母方の親族である岩崎氏（岩箇崎氏とも）の女を娶り、陸奥国岩城郡小川郷（いわき市）に住み、小川又二郎大和守と名乗ったという。三男は義信（義貞）で、養子に稲木宮内大輔義繁がいる。四男の義照（義煕）も岩城郡豊間（いわき市豊間）に住み、豊間彦四郎と名乗る。五男は高部五郎景義。